# Let's DMZ 평화예술제
Let's DMZ 평화예술제는 4·27 판문점선언, 6·15 남북 공동선언 및 9·19 평양공동선언의 정신을 기리며 DMZ가 지닌 평화의 의미와 생태적 가치를 국내외 대중과 교감하기 위해 만들어진 종합 학술·문화예술 축제이다.

## 역사
2021년 3주년을 맞았고, 5월 20일부터 파주 및 고양 등 DMZ 일원에서 개최되었다.

## 프로그램
2021년 Let's DMZ 평화예술제의 프로그램은 크게 5가지로 구성되어 있다.

#### DMZ FORUM
'디엠지 포럼(DMZ FORUM)'은 한반도 평화 협력과 DMZ의 평화적 활용을 위한 국제적 담론 형성의 장으로, 약 100여명의 패널이 참여한다. '새로운 평화의 지평을 열다'를 주제로 개회식 및 기조연설과 함께 특별세션 3개, 기획세션 5개, 평화운동 협력세션 12개 등 총 20개 세션으로 구성된다. ‘평화 운동 협력 세션’이 대폭 확대된 것이 특징이다.

#### DMZ CONCERT
'디엠지 콘서트(DMZ CONCERT)'는 다채로운 음악을 통해 평화와 화합의 메시지를 전파하는 공연 프로그램으로, 식전행사-오프닝-본 공연(1~3부)-엔딩으로 구성된다. 본 공연 1부에서는 <지금, 여기, 우리>를 주제로 전통음악 기반 예술가와 ‘디엠지 평화 오케스트라(DMZ Peace Orchestra)’의 협연을 보여주고, 2부에서는 <함께 마음을 모아>라는 주제로 가요, 아이돌 뮤직, 클래식 등 다채로운 장르의 공연을 펼칠 전망이다. 끝으로 3부에서는 <다시 평화를 노래하자>는 주제로 음악을 통해 '다시, 평화'의 메시지를 전달한다.

#### <찾아가는 Let’s DMZ>
'찾아가는 Let's DMZ'는 평화에 대한 도내 인식 확산과 공감대 형성을 목적으로 전문 아티스트들이 시·군 현장을 직접 찾아가 지역연계형 행사이다.

#### <DMZ ART PROJECT>
'디엠지 아트프로젝트(DMZ Art Project)’는 ‘지붕 없는 열린 미술관’을 콘셉트로 공원 일대를 입체적 예술 체험 공간으로 만드는 프로젝트이다. ‘다시, 평화’를 주제로 회화, 조각, 설치, 영상&미디어, 퍼포먼스 등 다양한 분야의 예술가들이 참여하는 전시 프로그램을 운영하였다.

#### <DMZ RUN>
‘디엠지 런(DMZ RUN)’은 DMZ 일원을 뛰거나 걷는 스포츠 행사다. 경기-강원 DMZ 일원을 걸어보는 'DMZ 155마일 걷기', 경기 연천부터 강원 철원까지 자전거를 통해 DMZ를 만끽하는 '뚜르 디 디엠지(Tour de DMZ) 자전거대회'가 있다. 또한 파주 임진각 일대에서 평화통일마라톤대회가 개최된다.